# Савино (Судиславский район)
Савино — хутор в Расловском сельском поселении Судиславского района Костромской области России.

## География
Хутор расположен на реке Кохтоме, у автодороги Кострома — Верхнеспасское Р98 и недалеко от железнодорожной ветки Кострома — Галич.

## История
Согласно Спискам населенных мест Российской империи в 1872 году усадьба Савино относилась к 1 стану Костромского уезда Костромской губернии и находилась на почтовом тракте Кострома — Галич. В ней числился 1 двор, проживало 12 мужчин и 3 женщины. В усадьбе имелся винокуренный завод, о котором в своих записках упомянул писатель В. Г. Короленко.
Согласно переписи населения 1897 года в усадьбе проживало 9 человек (4 мужчины и 5 женщин).
Согласно Списку населенных мест Костромской губернии в 1907 году усадьба относилась к Шишкинской волости Костромского уезда Костромской губернии. По сведениям волостного правления за 1907 год в ней числился 1 крестьянский двор и 6 жителей.
До муниципальной реформы 2010 года хутор входил в состав Грудкинского сельского поселения Судиславского района.

## Население
| 2008 | 2010 | 2014 |
| ---- | ---- | ---- |
| 4    | ↘3   | ↗4   |